# Siniša Malešević
Pour les articles homonymes, voir Malešević.
Siniša Malešević, MRIA, MAE (né le 5 avril 1969 à Banja Luka, Bosnie-Herzégovine) est un universitaire irlandais qui est professeur titulaire et chaire de sociologie à l’University College de Dublin, en Irlande. Il est également Senior Fellow et chercheur associé au Conservatoire national des arts et métiers de Paris.

## Biographie
Les intérêts de recherche de Malešević incluent l’étude comparative-historique et théorique de l’ethnicité, des États-nations, du nationalisme, des empires, de l’idéologie, de la guerre, de la violence et de la théorie sociologique.
Il est l’auteur de neuf livres et de huit ouvrages dont les monographies influentes Ideology, Legitimacy and the New State (2002), The Sociology of Ethnicity (2004), Identity as Ideology (2006), The Sociology of War and Violence (2010), Nation-States and Nationalisms (2013), The Rise of Organised Brutality (2017) et Grounded Nationalisms (2019). The Rise of Organised Brutality a reçu le prix du livre exceptionnel 2018 de la Section de la paix, de la guerre et des conflits sociaux de l’American Sociological Association, et Grounded Nationalisms a été finaliste (mention honorable) en 2020 au prix Stein Rokkan pour la recherche comparative en sciences sociales.
Malešević est également l’auteur de plus de 100 articles de revues et chapitres de livres évalués par des pairs et a donné plus de 120 conférences invitées dans le monde entier. Son travail a été traduit dans de nombreuses langues, dont l’albanais, l’arabe, le chinois, le croate, l’espagnol, le français, l’indonésien, le japonais, le persan, le portugais, le russe, le serbe et le turc.
Auparavant, il a occupé des postes de recherche et d’enseignement à l’Institut des relations internationales (Zagreb), au Centre d’étude du nationalisme de l’UEE (Prague) - où il a travaillé avec Ernest Gellner -, et à l’Université nationale d’Irlande, Galway. Il a également occupé des postes de professeur invité et des bourses à l’Université Libre de Bruxelles, à l’Institute for Human Sciences de Vienne, à la London School of Economics, à l’Université d'Uppsala et à l’Institut néerlandais d’études avancées en sciences humaines et sociales d’Amsterdam.
En mars 2010, il a été élu membre de l'Académie royale d'Irlande. En décembre 2012, il a été élu membre associé de l’Académie des sciences et des arts de Bosnie-Herzégovine. En août 2014, il a été élu membre de l’Academia Europaea.